# Dezinformări privind pandemia de coronaviroză (COVID-19)
Odată cu debutul pandemiei de coronaviroză (COVID-19), teoriile conspirației și dezinformarea au apărut online cu privire la originea, scara și alte aspecte ale bolii. Diverse postări de pe social media au afirmat că virusul este o armă biologică cu un vaccin produs într-un laborator, o schemă de control a populației sau rezultatul unei operațiuni de spionaj.

## Eforturi pentru combaterea dezinformării
La 2 februarie, Organizația Mondială a Sănătății (OMS) a descris o „infodemie masivă”, citând o abundență excesivă de informații raportate, corecte și false, despre virusul care „îngreunează oamenii să găsească surse de încredere și îndrumări fiabile atunci când au nevoie de ele." OMS a afirmat că cererea ridicată de informații în timp util și de încredere a stimulat crearea unei linii directe OMS 24/7, de combatere a dezinformării, în care echipele sale de comunicare și social media au monitorizat și au răspuns la dezinformare prin intermediul site-ului său web și al paginilor de socializare. OMS a eliminat în mod special ca fiind false unele afirmații care au circulat pe social media, inclusiv afirmația că o persoană poate spune dacă are virusul sau nu pur și simplu, ținându-și respirația; afirmația că dacă bea multă apă va proteja împotriva virusului; și afirmația potrivit căreia apa cu sare poate să împiedice infecția.
Facebook, Twitter și Google au spus că lucrează cu OMS pentru a aborda „dezinformarea”. Într-un blogpost, Facebook a declarat că va elimina conținutul semnalat de organizațiile mondiale de sănătate și de autoritățile locale care încalcă politica de conținut a acesteia privind dezinformarea care duce la „daune fizice”. Facebook oferă, de asemenea, publicitate gratuită pentru OMS
La sfârșitul lunii februarie, Amazon a eliminat peste un milion de produse care pretind că sunt capabile să vindece sau să protejeze împotriva coronavirusului și a eliminat zeci de mii de reclame pentru produse de sănătate care erau prea scumpe.

## Teoria conspirației

### Jocurile Mondiale Militare din 2019
Înainte de pandemia de coronaviroză, în Wuhan s-au organizat Jocurile Mondiale Militare, la 16 - 29 octombrie 2019. Sportivii francezi susțin că au suferit de o gripă puternică în timpul competiției, iar acum sunt convinși că au avut COVID-19.

### Armă biologică chineză
În ianuarie 2020, BBC a publicat un articol despre dezinformarea privind natura coronavirusului, citând două articole din 24 ianuarie din The Washington Times, care susțineau că virusul făcea parte dintr-un program chinez de arme biologice, program desfășurat de Institutul de Virologie din Wuhan (WIV). Washington Post a publicat mai târziu un articol care demontează teoria conspirației, citând experți din SUA care au explicat de ce institutul nu era potrivit pentru cercetarea biotehnologică, că majoritatea țărilor au abandonat armele biologice deoarece nu sunt eficiente și că nu există dovezi că virusul a fost conceput genetic.

### Armă biologică americană
Au existat mai multe acuzații în acest din partea Chinei, Iranului și a Rusiei.
La 22 februarie, oficialii americani au susținut că Rusia se află în spatele unei campanii de dezinformare în curs de desfășurare, folosind mii de conturi de social media pe Twitter, Facebook și Instagram pentru a promova în mod deliberat teoriile conspirației nefondate, susținând că virusul este o armă biologică fabricată de CIA și SUA duce război economic cu China cu ajutorul virusului. Secretarul de stat adjunct pentru Europa și Eurasia, Philip Reeker, a declarat că „intenția Rusiei este să semene discordia și să submineze instituțiile și alianțele americane din interior” și „prin răspândirea dezinformării cu privire la coronavirus, actorii răuintenționați ruși aleg din nou să amenințe siguranța publicului prin distragerea de la răspunsul global asupra sănătății." Rusia neagă afirmația, spunând că" aceasta este o poveste în mod deliberat falsă ".

### Rolul măștilor în oprirea răspândirii covid-19
În martie 2020, când s-au impus primele măsuri împotriva răspândirii covid-19, atât Organizația Mondială a Sănătății cât și autoritățile române au susținut că purtarea măștilor pe față nu este recomandată. Nelu Tătaru, secretar de stat devenit apoi ministrul sănătății, a explicat: „măștile fac rău oamenilor sănătoși”

### Izoletele
La primele cazuri de pacienți depistați ori bănuiți de infecție cu coronavirus s-a impus transportarea acestora cu izolete, considerate absolut necesare pentru a preveni răspândirea virusului. S-au achiziționat izolete la prețul de 17000 euro/bucata, de 4 ori mai scump decât s-a plătit pentru izoletele pentru Republica Moldova. Cazul a intrat sub ancheta DNA. După începerea anchetei, s-a renunțat la izolete. Raed Arafat, coordonatorul Departamentului pentru situații de Urgență, a explicat: „Folosirea lor la început a fost corectă și justificată, nefolosirea lor, este la fel, corectă și justificată” 

## Produse mass-media
În decembrie 2021, la scurt timp după apariția variantei SARS-CoV-2 Omicron, o scenă din jocul Omikron: The Nomad Soul în care personajul lui David Bowie încurajează o revoltă guvernamentală a devenit virală pe Twitter, ducând la o renaștere a popularității datorită titlului din America de Nord al jocului, a tematicii și a scenariului. Dezinformarea despre implicarea lui Bill Gates în joc a început să se răspândească în încercarea de a o conecta cu teoriile conspirației conform cărora el ar fi responsabil pentru apariția acestui virus.

## Legături externe
- Pandemia COVID-19. Când China preia modelul rusesc pe tărâmul dezinformării, adevarul.ro
- Cele mai răspândite mituri despre pericolul vaccinului anti-COVID, demontate de oamenii de știință. De la ADN modificat, la Bill Gates, digi24, 3.12.2020
- Ce „mutații” au suferit mesajele conspiraționiste și antivacciniste în aproape doi ani de la debutul pandemiei de coronavirus, digi24, 31.10.2021